# Stenula nodosa
Stenula nodosa är en kräftdjursart som beskrevs av J. L. Barnard 1962. Stenula nodosa ingår i släktet Stenula och familjen Stenothoidae. Inga underarter finns listade i Catalogue of Life.